# Arseniev
Arseniev é uma cidade da Rússia, no Krai do Litoral.
Arseniev tem estatuto de cidade e o seu nome moderno em honra de geógrafo Vladimir Arseniev desde 1952.